# Zollino
Zollino es un municipio italiano situado en la provincia de Lecce.

## Evolución demográfica
| Gráfica de evolución demográfica de Zollino entre 1861 y 2001 |
|                                                               |
| Fuente ISTAT - elaboración gráfica de Wikipedia               |

## Historia
Quedan testimonios de que el territorio de Zollino estaba habitado en época prehistórica, como dólmenes y los menhires. 
Sobre el origen del pueblo, hay dos hipótesis: 
- que surgió como una población dependiente de Soleto en la llamada Edad Mesápica (siglo IX a. C.) y que creció gracias a su posición estratégica para el comercio entre los pueblos de la costa iónica y los de la adriática. Su nombre podría significar Pequeño Soleto )de «Soletium», luego «Sollinum» y finalmente en «Zollinum»).

- la segunda hipótesis es que se pobló con los habitantes de Apigliano, lugar que se abandonó por la escasa fertilidad de sus campos y porque sufrió una invasión de serpientes y de víboras.

En la Edad Bizantina, la emigración helénica interesó también a Zollino. 
Las costumbres, las tradiciones y la lengua se transformaron. La falta de criptas en cuevas o de iglesias rupestres no compromitió el nacimiento de una población “grika”.
- Datos: Q52221
- Multimedia: Zollino / Q52221

1. ↑  Worldpostalcodes.org, código postal n.º 73010.
2. ↑  «Codici Catastali». Comuni-italiani.it (en italiano). Consultado el 29 de abril de 2017.